# کارلوس بچتولت
کارلوس بچتولت (انگلیسی: Carlos Bechtholdt؛ زادهٔ ۱۰ ژوئیهٔ ۱۹۶۹) بازیکن فوتبال اهل آرژانتین است.
از باشگاه‌هایی که در آن بازی کرده‌است می‌توان به باشگاه ورزشی آئوداکس ایتالیانو اشاره کرد.